# Álvaro Pachón
Álvaro Pachón Morales (30 de noviembre de 1945, Bogotá, Colombia -) es un ciclista de ruta colombiano que compitió durante las décadas de 1960, 1970 y principios de 1980.

## Biografía
Fue el ganador de Vuelta a Colombia en 1971, la Vuelta al Táchira en 1969, 1970 y 1974, y el  Clásico RCN en 1969. Ganador del Clásico RCN en 1971, del cual fue descalificado por dopaje en favor de Rafael Antonio Niño Reincidió nuevamente en 1974, siendo descalificado después de ganar la Vuelta a Colombia ese año.
Representó a su país en los Juegos Olímpicos. En 1968 en México, terminó en la 15.º posición de la prueba de ruta. También participó en los  1976 en Montreal, terminando 22.º en la prueba de ruta individual.·
Además, representó en cuatro ocasiones a su país en el campeonato mundial de ciclismo de ruta aficionado.

## Palmarés
- Vuelta a Colombia
  - Ganador de la clasificación general en 1971.
  - 2 subidas al podio (3.º en 1967 y en 1973)[6]
  - 11 victorias de etapa en 1968, 1969, 1971, 1973, 1974 y 1976[7]

- Campeonato de Colombia de Ciclismo en Ruta
  - 2.º  en 1967
  - 2.º  en 1969
  - Campeón   en 1970
  - 3.º  en 1972

- Clásico RCN
  - Ganador de la clasificación general en [1969.
  - 5 victorias de etapa.[8]·[9]

- Vuelta al Táchira
  - Ganador de la clasificación general en 1969.
  - Ganador de la clasificación general en 1970.
  - Ganador' de la clasificación general en 1974.

- Vuelta de la Juventud Mexicana[10]
  - Ganador de la clasificación general en 1967.
  - Ganador de la clasificación general en 1972.

- Vuelta a Cundinamarca
  - 2.º  de la clasificación general en 1978.

- Piccolo Giro
  - 1 victoria de etapa en 1974[11]

## Resultados en campeonatos

### Juegos Olímpicos
Competencia de ruta
2 participaciones.
- 1968: 15.º en la clasificación final[3]
- 1976: 22.º en la clasificación final[4]

100 km por equipos
1 participación.
- 1976: 23.º en la clasificación final.[12]

### Campeonato mundial de ciclismo en ruta aficionado
Competencia de ruta
4 participaciones.
- 1968: 15.º en la clasificación final[13]
- 1973: 33.º en la clasificación final
- 1975: 26.º en la clasificación final
- 1977: 17.º en la clasificación final[14]

## Equipos
- Aficionados:
  - 1964:  Cundinamarca (selección regional)[15]
  - 1965:  Totogol (club) y Cundinamarca (selección regional)[16]
  - 1966:  Cundinamarca (selección regional)[17]
  - 1967:  Cundinamarca (selección regional)[18]
  - 1968:  Cundinamarca (selección regional)[19]
  - 1969:  Pierce[20]
  - 1970:  Pierce[21]
  - 1971:  Singer[22]
  - 1972:  Singer[9]
  - 1973:  Singer[23]
  - 1974:  Singer[2]
  - 1975:  Singer[24]
  - 1976:  Manzana de Eva[25]
  - 1977:  Libreta de Plata[26]
  - 1978:  Lotería de Cundinamarca[27]
  - 1979:  Licorera - Lotería de Cundinamarca[28]
  - 1980:  Droguería Yaneth[29]
  - 1981:  Vinícola Los Frayles - Leche Sana[30]